# عبيد رحمان
عبيد رحمان نواب لاعب كرة قدم قطري، ولد في (18 ديسمبر 1998). لعب سابقاً في نادي الوكرة في الفئات السنية ونادي الدحيل.